# Tokoroten
Tokoroten (心太, ところてん) é um prato da cozinha Japonesa, feito a partir de algas. Tokoroten é comido no Japão há mais de um milênio, e acredita-se que ele tenha sido levado ao país pelos chineses, durante o período Nara. Ele é feito tradicionalmente fervendo-se tengusa (Gelidium amansii), e deixando a mistura tomar forma de geléia.

## História
Tokoroten era um lanche popular durante o verão na cidade de Edo, atual Tóquio, durante o período Edo. Ela era originalmente feita para ser comida imediatamente após a preparação, e vendida ao redor das fábricas. No século XVII, foi descoberto que congelar tokoroten resultaria em um produto seco e estável, conhecido como kanten (agar-agar). O tokoroten pode ser feito de kanten feito a partir de algas marinhas, como tengusa (Gelidiaceae) e ogonori (Gracilaria), mas a maior parte do kanten industrialmente produzido é feito de ogonori.

## Variações
A gelatina é geralmente colocada em um equipamento que as modela no formato de macarrões. Em contraste com as geleias, tokoroten tem uma textura bastante firme.
Tokoroten pode ser consumido quente (líquido) ou doce (como gelatina). Aromatizantes e guarnições podem variar de região para região. Hoje em dia, é mais comum comer tokoroten com uma mistura de vinagre e molho de soja, e, por vezes, nori, pimenta, ou gergelim. Na região de Kansai, tokoroten é comido como uma sobremesa, com kuromitsu.